# Vanessa admiralis
Vanessa admiralis är en fjärilsart som beskrevs av Anders Jahan Retzius. Vanessa admiralis ingår i släktet Vanessa och familjen praktfjärilar. Inga underarter finns listade i Catalogue of Life.